# 格奥尔格·瑙厄
格奥尔格·瑙厄（德語：Georg Naue，？—？），德国前男子帆船运动员。他曾代表德国参加1900年夏季奥林匹克运动会帆船比赛，获得一枚金牌和一枚银牌。